# Thrincohalictus prognathus
Thrincohalictus prognathus är en biart som först beskrevs av Pérez 1912.  Thrincohalictus prognathus ingår i släktet Thrincohalictus och familjen vägbin. Inga underarter finns listade i Catalogue of Life.

## Bildgalleri

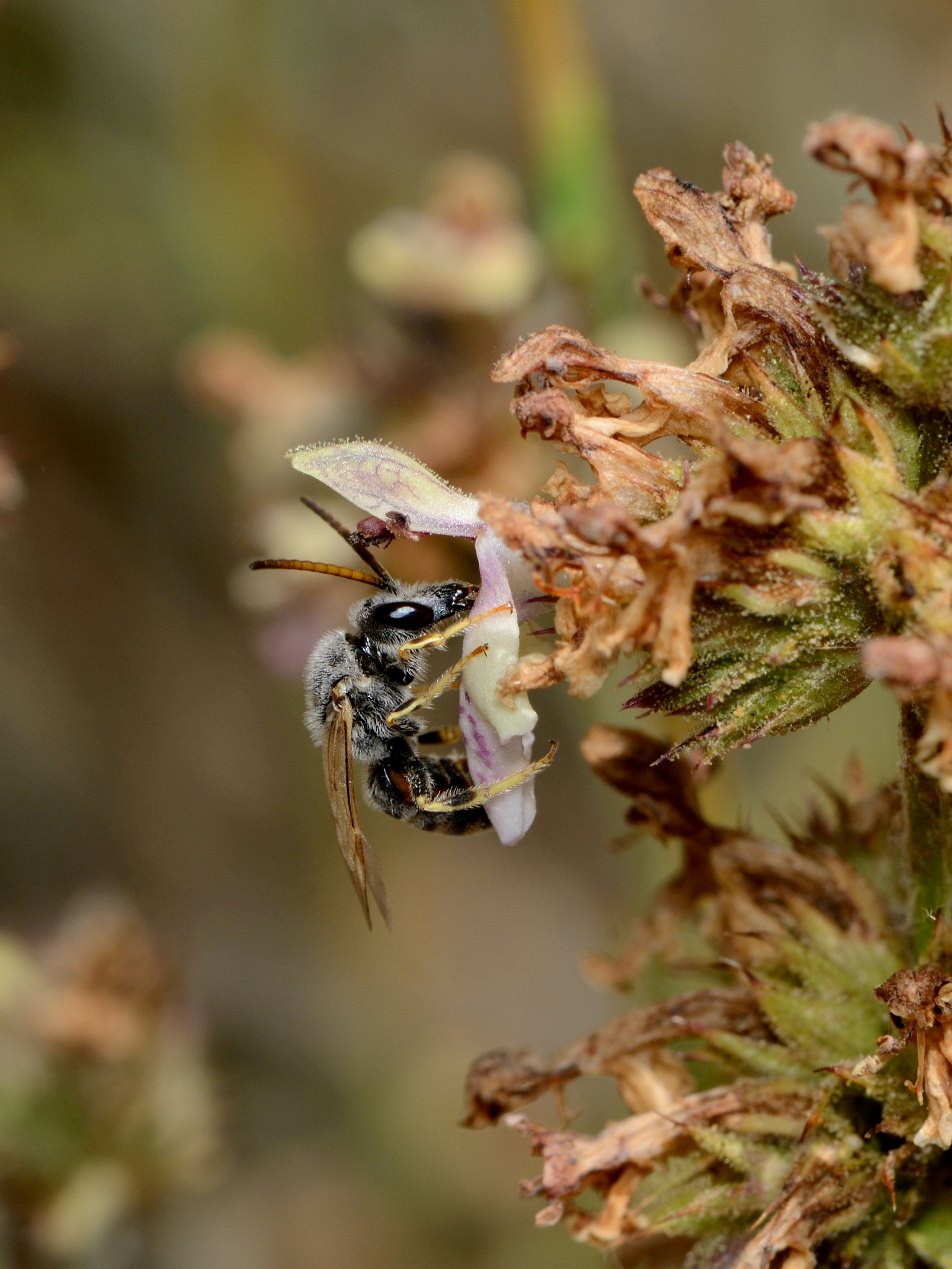